# Рочестер (Вісконсин)
Рочестер (англ. Rochester) — селище (англ. village) в США, в окрузі Расін штату Вісконсин. Населення — 3785 осіб (2020).

## Географія
Рочестер розташований за координатами 42°43′58″ пн. ш. 88°15′1″ зх. д. / 42.73278° пн. ш. 88.25028° зх. д. (42.732913, -88.250323).  За даними Бюро перепису населення США в 2010 році селище мало площу 45,93 км², з яких 45,27 км² — суходіл та 0,66 км² — водойми.

## Демографія
Згідно з переписом 2010 року, у селищі мешкали 3682 особи в 1343 домогосподарствах у складі 1069 родин. Густота населення становила 80 осіб/км².  Було 1412 помешкання (31/км²).
Расовий склад населення:
| - 97,8 % — білих - 0,5 % — азіатів - 0,3 % — корінних американців - 0,2 % — чорних або афроамериканців - 0,1 % — вихідців з тихоокеанських островів |

До двох чи більше рас належало 0,6 %. Частка іспаномовних становила 2,8 % від усіх жителів.
За віковим діапазоном населення розподілялося таким чином: 24,5 % — особи молодші 18 років, 65,0 % — особи у віці 18—64 років, 10,5 % — особи у віці 65 років та старші. Медіана віку мешканця становила 42,0 року. На 100 осіб жіночої статі у селищі припадало 104,4 чоловіків;  на 100 жінок у віці від 18 років та старших — 101,0 чоловіків також старших 18 років.
Середній дохід на одне домашнє господарство  становив 82 272 долари США (медіана — 62 865), а середній дохід на одну сім'ю — 97 540 доларів (медіана — 82 358). Медіана доходів становила 51 197 доларів для чоловіків та 39 052 долари для жінок. За межею бідності перебувало 4,6 % осіб, у тому числі 0,0 % дітей у віці до 18 років та 10,1 % осіб у віці 65 років та старших.
Цивільне працевлаштоване населення становило 1998 осіб. Основні галузі зайнятості: виробництво — 17,9 %, освіта, охорона здоров'я та соціальна допомога — 17,5 %, будівництво — 12,9 %, роздрібна торгівля — 10,5 %.